# Гебе
Гебе (індонез. Pulau Gebe) — індонезійський острів у морі Хальмахера. Належить до Молуккського архіпелагу. Площа прибл. 153 км², довжина 45 км, ширина 2–6 км.
Лежить на схід від острова Хальмахера і відділений від нього протокою Джайлоло. Рельєф низинний, покритий екваторіальним лісом. Гебе є частиною екорегіону хальмахерських дощових лісів. На острові живе ендемічний вид ссавців — кускус Phalanger alexandrae. Основу економіки становить розробка багатих родовищ нікелевих руд.
Адміністративно належить до регентства Центральна Хальмахера провінції Північне Малуку. Головне місто — Умера.